# Escut de Penelles
L'escut oficial de Penelles té el següent blasonament:
Escut caironat: de gules, un sinistrogir vestit i abismat d'or empunyant un sabre d'argent. Per timbre, una corona mural de poble.

## Història
Va ser aprovat el 20 de febrer del 2002.
El braç que branda l'espasa és un element tradicional que fa referència a la decapitació de sant Joan Baptista, patró del poble.